# 2018년 아시안 게임 브리지
2018년 아시안 게임 브리지는 2018년 8월 20일부터 8월 29일까지 인도네시아 자카르타의 자카르타 국제 엑스포 전시장에서 치러진다. 이번 대회에 처음으로 도입된 종목이다.

## 세부종목
브리지 종목은 남자와 여자, 혼성, 슈퍼혼성 종목으로 구분되며 그 안에서 다시 페어와 단체전으로 나뉘어 치른다.
- 남자 (페어, 단체)
- 여자 (페어)
- 혼성 (mixed, 페어, 단체) - 남녀가 한명씩 짝을 이루어 진행한다. 단체의 경우에도 마찬가지로 남녀 동수로 짝을 이뤄 팀을 꾸린다.
- 슈퍼혼성 (Super mixed, 단체) - 남자만 있는 짝과 여자만 있는 짝이 팀을 이루는 것이다.

## 메달리스트
| 종목                 | 금 | 은 | 동 |
| -------------------- | -- | -- | -- |
| 남자 페어 자세히     |    |    |    |
| 남자 단체 자세히     |    |    |    |
| 여자 페어 자세히     |    |    |    |
| 혼성 페어 자세히     |    |    |    |
| 혼성 단체 자세히     |    |    |    |
| 슈퍼혼성 단체 자세히 |    |    |    |